# Carrie (film, 1976)
A Carrie 1976-ban bemutatott amerikai horrorfilm Brian De Palma rendezésében, melynek forgatókönyvét Stephen King azonos című regénye alapján Lawrence D. Cohen írta. A film főbb szerepeiben Sissy Spacek, Piper Laurie, Betty Buckley, Amy Irving, Nancy Allen, William Katt, John Travolta, P. J. Soles és Priscilla Pointer látható.
A történet középpontjában egy társadalmilag kitaszított tinédzser lány, Carrie White áll, aki rejtett telekinetikus képességekkel rendelkezik, vagyis ha elég erősen koncentrál, tárgyakat képes mozgatni az akaratával. Carrie számára ez a tudás egy, a társai által előidézett különösen megrázó esemény után válik nyilvánvalóvá. A film előrehaladtával nyomon követhetjük, ahogyan Carrie ráébred hatalmára, és az őt ért megaláztatások tragédiába torkollnak.
A Carrie volt az első filmre vitt Stephen King-regény. A filmben olyan fiatal színészek mutatkoztak be, mint Sissy Spacek, William Katt vagy John Travolta, de a film a már régebb óta filmes pályán lévő Piper Laurie karrierjének is újabb lökést adott. A Carrie az United Artists számára nagy sikert hozott, az Egyesült Államokban 33,8 millió dolláros bevételt ért el, mindössze 1,8 millió dolláros gyártási költség mellett, illetve a kritikusok is kedvezően fogadták. Spacek Oscar-jelölést kapott a legjobb női főszereplő kategóriában, míg Laurie-t a legjobb női mellékszereplő kategóriájában jelölték a díjra.
A filmnek 1999-ben készült egy folytatása, Düh: Carrie 2. címmel, illetve egy 2002-es tévéfilmes feldolgozása is, az eredeti filmével azonos címmel. 2013. október 24-én mutatták be a magyar mozik a könyv újabb feldolgozását.

## Cselekmény
Carrie White 16 éves, a társai és bigottan vallásos anyja által folyamatosan bántalmazott lány.
Carrie egy testnevelés óra után a zuhanyzóban életében először menstruál, de mivel anyja elmulasztotta felvilágosítani őt erről a jelenségről, és más forrásból sem tudott róla, azt hiszi, el fog vérezni, ezért hisztérikus rohamot kap. Társai – élükön Chris Hargensennel és Sue Snell-lel – segítségnyújtás helyett tamponokkal és tisztasági betétekkel dobálták. Amikor a testnevelő tanár, Miss Collins (a regényben Miss Desjardin) közbelép, egy villanykörte – látszólag magától – szétdurran. Miss Collins felkíséri Carrie-t az iskolaigazgató irodájába, aki, a lány kitaszítottságát tudattalanul hangsúlyozva, folyamatosan Cassie-nek nevezi őt. Mikor Carrie indulatosan kijavítja az igazgatót, a hamutartó az íróasztalról lerepül és széttörik. Carrie-t hazafelé menet egy kisfiú csúfolni kezdi, aki aztán mindenféle előzmény nélkül leesik a biciklijéről.
Otthon Carrie anyja, Margaret egy apró szobába zárja őt és imádkozásra kényszeríti, mert nézetei szerint a lány vétkezett, ezért érte el őt a „vér átka”. Aznap este a lelkileg megtört Carrie a szobájában áll a tükör előtt, amely hirtelen darabokra törik. Másnap Sue Snell udvarlója, Tommy Ross felolvassa egy költeményét irodalomórán az osztály előtt. A tanár a többiek véleményét kérdezi, aztán kigúnyolja Carrie-t, amikor az a verset gyönyörűnek nevezi. Ez felbosszantja Tommy-t, ezért a maga módján Carrie védelmére kel. Sue-t gyötri a lelkiismerete amiatt, ami Carrie-vel történt, ezért arra kéri Tommy-t, hogy Carrie-vel menjen a végzősök báljára.
Miss Collins fárasztó gyakorlatokkal bünteti a Carrie megalázásában résztvevőket, világossá téve azt is, hogy aki nem vesz részt ezekben, az felfüggesztést kap, emellett a végzősök báljától is eltiltják. Chris-t ez feldühíti, és amikor minősíthetetlen stílusban hangot ad ennek, ő lesz az első és egyetlen, akinek megtiltják a bálon való részvételt.
Carrie kutatásba fog a könyvtárban, hogy fényt derítsen a körülötte történő megmagyarázhatatlan jelenségekre. Rájön, hogy nem a saját szerencsétlenségének tudható be, ahogy a dolgok leesnek, széttörnek körülötte, hanem tudattalanul maga okozza őket, mikor erős stressz éri őt. Ezt követően próbálja tudatosan irányítani adottságát.
Tommy elhívja Carrie-t a bálba, de a lány visszautasítja, mert azt hiszi, csak egy újabb ugratás az egész. Miss Collins ráhatására azonban Tommy felkeresi Carrie-t annak otthonában, és végül sikerül meggyőznie a lányt. Carrie aznap este elmondja anyjának, hogy Tommy meghívta a bálba. Margaret megtiltja, hogy lánya elmenjen, mert az ilyen események bűnnek számítanak. Amikor Carrie megpróbálja meggyőzni őt, anyja meleg teát önt az arcába, és azzal kezd fenyegetőzni, hogy elköltözik, ha Carrie elmegy a bálba. Amikor feláll, hogy kisétáljon az ajtón, Carrie újonnan tudatosult képességével bezárja az ajtókat és ablakokat, és közli, hogy ott lesz a bálon Tommyval. Margaret meg van győződve, hogy a Sátán szállta meg a lányát, az ő ereje dolgozik benne.
Már javában folynak a bál előkészületei, amikor Chris elhatározza, hogy bosszút áll Carrie-n. Ehhez szeretője, Billy segítségét kéri. Ők, és bandájuk tagjai ellátogatnak egy farmra, ahol megölnek egy disznót, hogy aztán egy vödörbe összegyűjtsék a vért, amit végül felhelyeznek a színpad fölé, ahol a bálkirálynő fog állni a végzősök estéjén. Elintézik azt is, hogy biztosan Carrie legyen a bálkirálynő.
A bálon csodálkozva fogadják Carrie-t, de életében először nem bánnak rosszul vele, egyenlőként kezelik. Amikor Miss Collins leül Carrie-vel beszélgetni, a lány elmondja neki, hogy úgy érzi, mintha egy másik bolygón lenne, jó értelemben véve. Ezt követően mindenki leadja a szavazatait a bál királyára és királynőjére – legnagyobb meglepetésre Tommy-t és Carrie-t illeti a cím. Amikor az erre kijelölt helyre állnak, a színpad alatt rejtőző Chris meghúzza a vödörhöz kötött zsineget, és Carrie-t beborítja a disznóvér. A lezuhanó vödör fejen találja Tommy-t, aki összeesik. Anyja jóslata beteljesül, mindenki Carrie-n nevet. A lány a megalázottságtól gyötörve egyik pillanatról a másikra egyfajta transzba kerül, és erői elszabadulnak – az ajtók becsapódnak, a tűzoltó berendezés hatalmas nyomással kezdi lőni a vizet a bálozókra, Miss Collinst gyakorlatilag kettészeli egy kosárpalánk, az igazgatót a szétlocsolt vízben áramütés éri, melynek következtében tűz üt ki. Eközben Chris és Billy kintről figyelik tettük következményeit. Carrie, még mindig transzban, kisétál a lángoló épületből, és a kapu magától bezárul mögötte.
Carrie csurom véresen hazafelé tart, amikor Chris és Billy észreveszik, és megpróbálják elütni autójukkal. Ám az autó megpördül, felborul, végül kigyullad – mindketten benne égnek. Carrie hazaér, és miközben a kádban sikálja magáról a disznóvért, sírva fakad. Hálóingben jön ki a fürdőszobából, ami előtt már anyja vár rá. Carrie elárulja, hogy Margaretnek igaza volt. A nő megsimogatja, megöleli, és imádkozásra buzdítja. Ahogy Carrie figyelme az imára fordul, anyja egy kést döf a hátába. Carrie legurul a lépcsőn, és próbál az „imacellájába” araszolni, miközben a láthatóan megháborodott Margaret késsel a kezében követi őt. Amikor halálos sebet akar ejteni Carrie-n, a lány telekinetikus erejével egyesével anyjába repíti a szárítóról az összes kést, Margaret meghal. Carrie – látva, hogy mit tett – utolsó erejével, sikítva magára omlasztja a házat.

## Főszereplők
| Szerep                | Színész               | 1. magyar hang               | 2. magyar hang                                                      | 3.magyar hang                                       |
| --------------------- | --------------------- | ---------------------------- | ------------------------------------------------------------------- | --------------------------------------------------- |
| Carrie White          | Sissy Spacek          | Balogh Erika                 | Csondor Kata                                                        |                                                     |
| Margaret White        | Piper Laurie          | Takács Katalin               | Takács Katalin                                                      | Sáfár Anikó                                         |
| Sue Snell             | Amy Irving            | Radó Denise                  | Zsigmond Tamara                                                     |                                                     |
| Tommy Ross            | William Katt          | Lippai László                | Bozsó Péter                                                         | Dányi Krisztián                                     |
| Billy Nolan           | John Travolta         | Haás Vander Péter            | Király Attila                                                       |                                                     |
| Chris Hargensen       | Nancy Allen           | Kiss Erika                   | Somlai Edina                                                        |                                                     |
| Miss Collins          | Betty Buckley         | Menszátor Magdolna           | Kováts Adél                                                         | Orosz Helga                                         |
| Norma Watson          | P.J. Soles            | Kisfalvi Krisztina           |                                                                     |                                                     |
| Mrs. Eleanor Snell    | Priscilla Pointer     | Zsolnai Júlia (színművész)   |                                                                     | Hirling Judit                                       |
| Mr. Fromm             | Sydney Lassick        | Horkai János                 |                                                                     | Barbinek Péter                                      |
| Mr. Henry Morton      | Stefan Gierasch       | Versényi László (színművész) |                                                                     |                                                     |
| További magyar hangok | További magyar hangok |                              | Őze Áron Roatis Andrea Simonyi Piroska Szilágyi Zsuzsa (színművész) | Hanyecz Róbert Szotyori József (egyértelműsítő lap) |

A magyar változat munkatársai:
| Munka                | 1.szinkron                                       | 2.szinkron            | 3.szinkron  |
| -------------------- | ------------------------------------------------ | --------------------- | ----------- |
| Magyar szöveg        | Versényi Ágnes                                   | Madarász Nóra         |             |
| Hangmérnök           | Kendi Lajos                                      | Miklós Miklós         |             |
| Rendezőasszisztens   |                                                  | Farkas Gábor          |             |
| Vágó                 |                                                  | Kocsis Éva            |             |
| Gyártásvezető        | Bolla Gabriella                                  | Miklai Mária          |             |
| Szinkronrendező      | Bolla György                                     | Rehorovszky Béla      |             |
| Felolvasó            | Bérczy Krisztina                                 | Mohai Gábor           |             |
| Szinkronstúdió       | Studio Service Kft                               | Videovox Stúdió (Kft) | Zone Stúdió |
| Megrendelő           | Intervideo Film- és Videógyártó, Forgalmazó Kft. |                       |             |
| VHS - forgalmazó     | Intervideo Film- és Videógyártó, Forgalmazó Kft. |                       |             |
| Vetítő tv - csatorna |                                                  | Cinemax               | RTL Spike   |

## Néhány különbség a könyv és a film között
- A könyvben a gimnázium neve Ewen High School, de a filmben megváltoztatták Bates High Schoolra, egyfajta utalásként Alfred Hitchcock Psycho című filmjére.
- A könyvben Carrie apja lánya születése előtt pár hónappal meghal, a filmben viszont megemlítik, hogy elszökött egy másik nővel.
- Miss Desjardin nevét Miss Collinsra változtatták a filmben.
- A könyvben Miss Desjardin túléli a tragédiába torkollott bált, a filmben viszont meghal, kettészeli egy rázuhanó kosárlabdapalánk.
- Míg a könyvben Carrie kis híján az egész várost kiirtja a bál éjszakáján, a filmben csupán az iskolában tartózkodó bálozók halnak meg, illetve Chris Hargensen és Billy Nolan.
- A könyvben Sue otthon tartózkodik a bál ideje alatt, a filmben viszont elmegy az iskolába megnézni, hogy érzi magát Carrie, és szemtanúja lesz a tragédiának.